# Palazzo Ducale (Sassuolo)

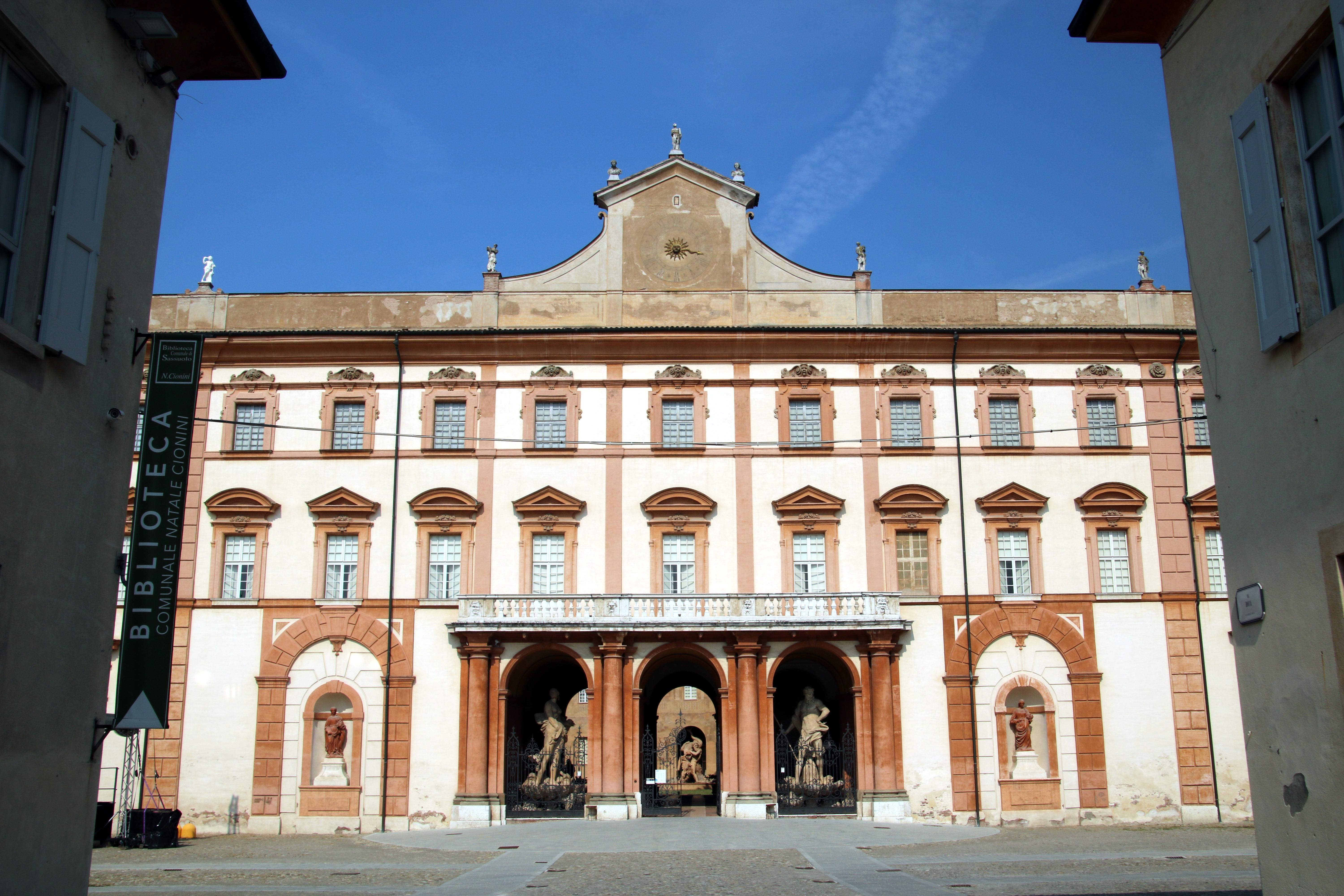
Palazzo Ducale in Sassuolo: Hauptfassade

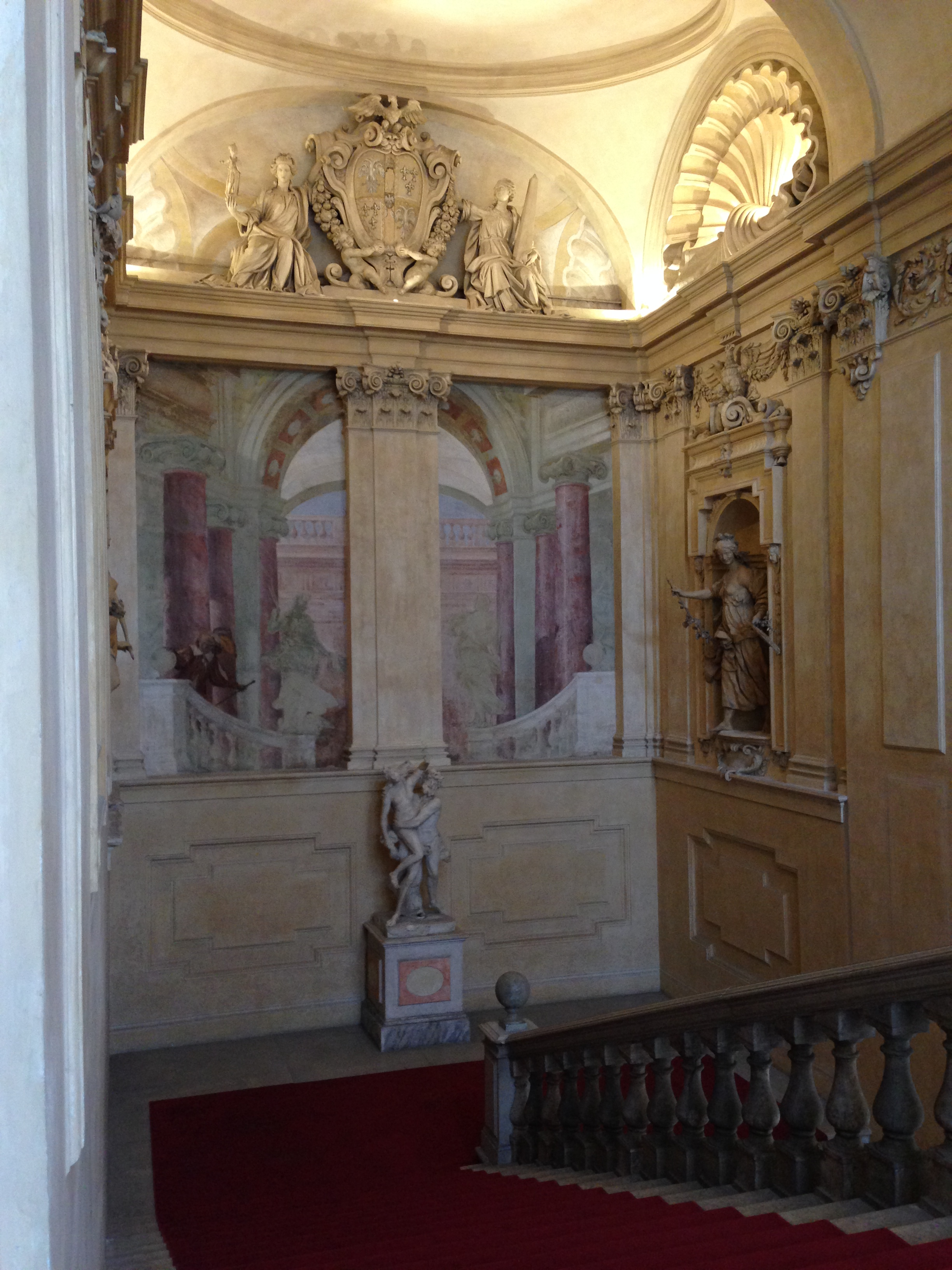
Eingangstreppe

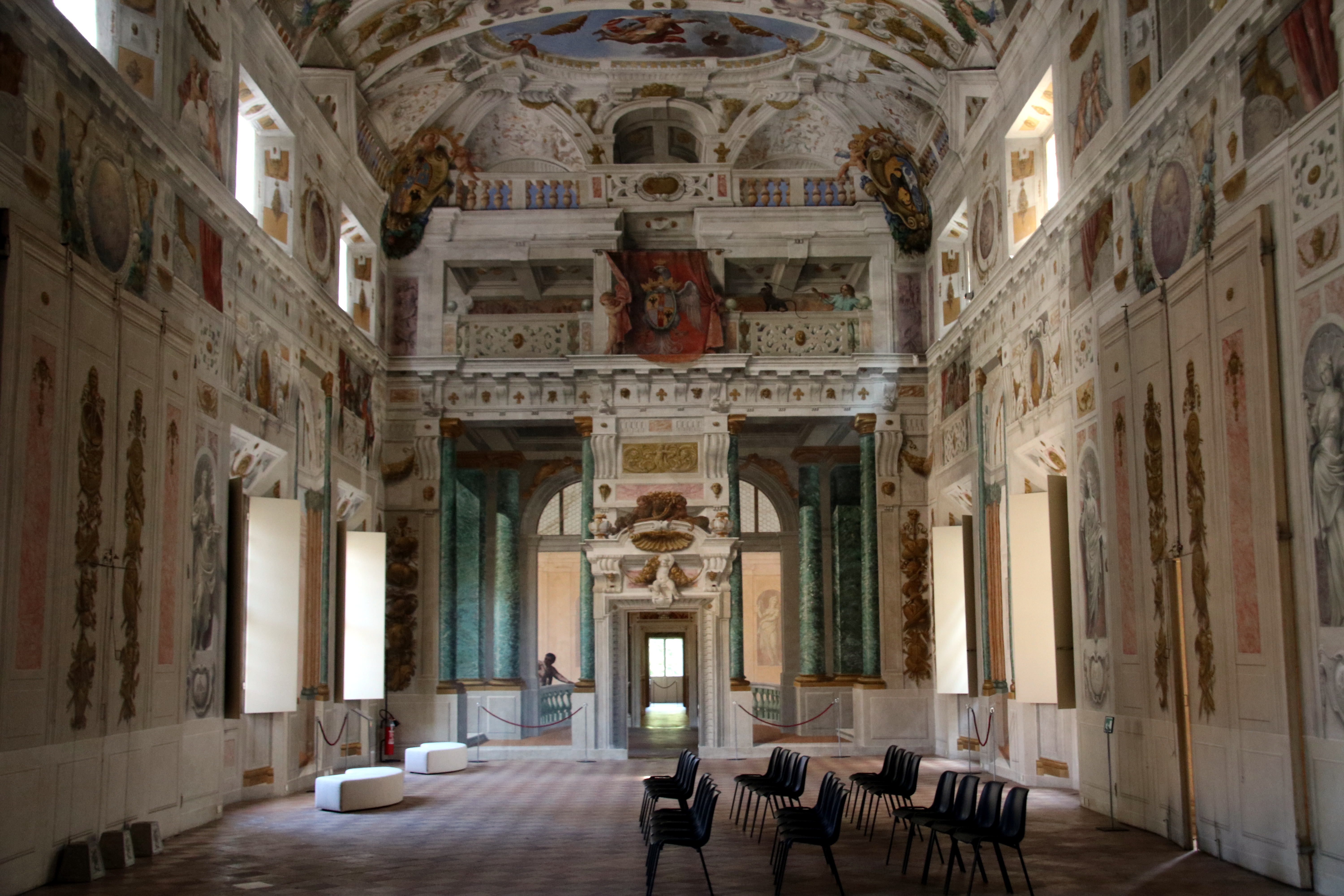
Sala della Guardia

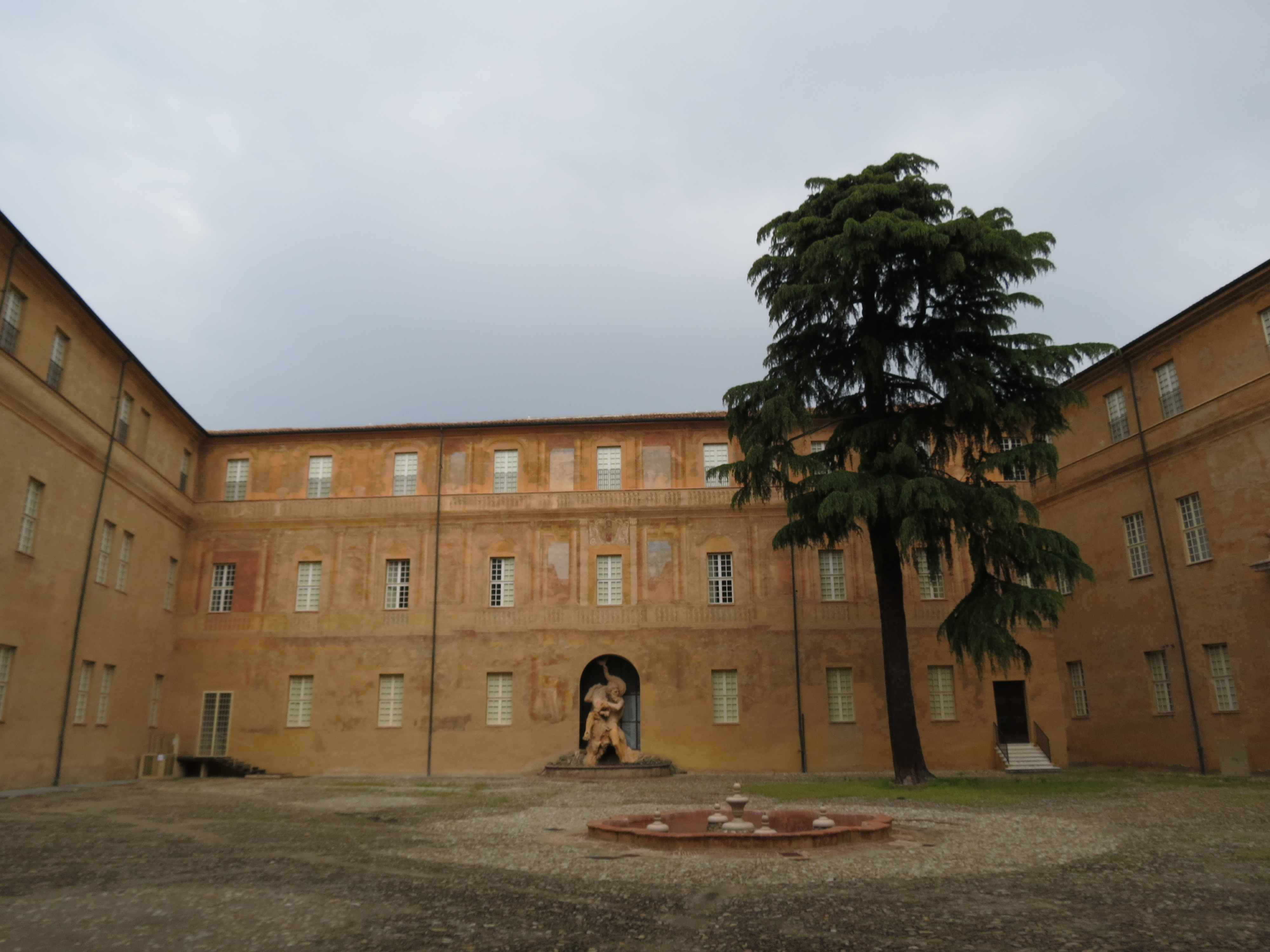
Innenhof

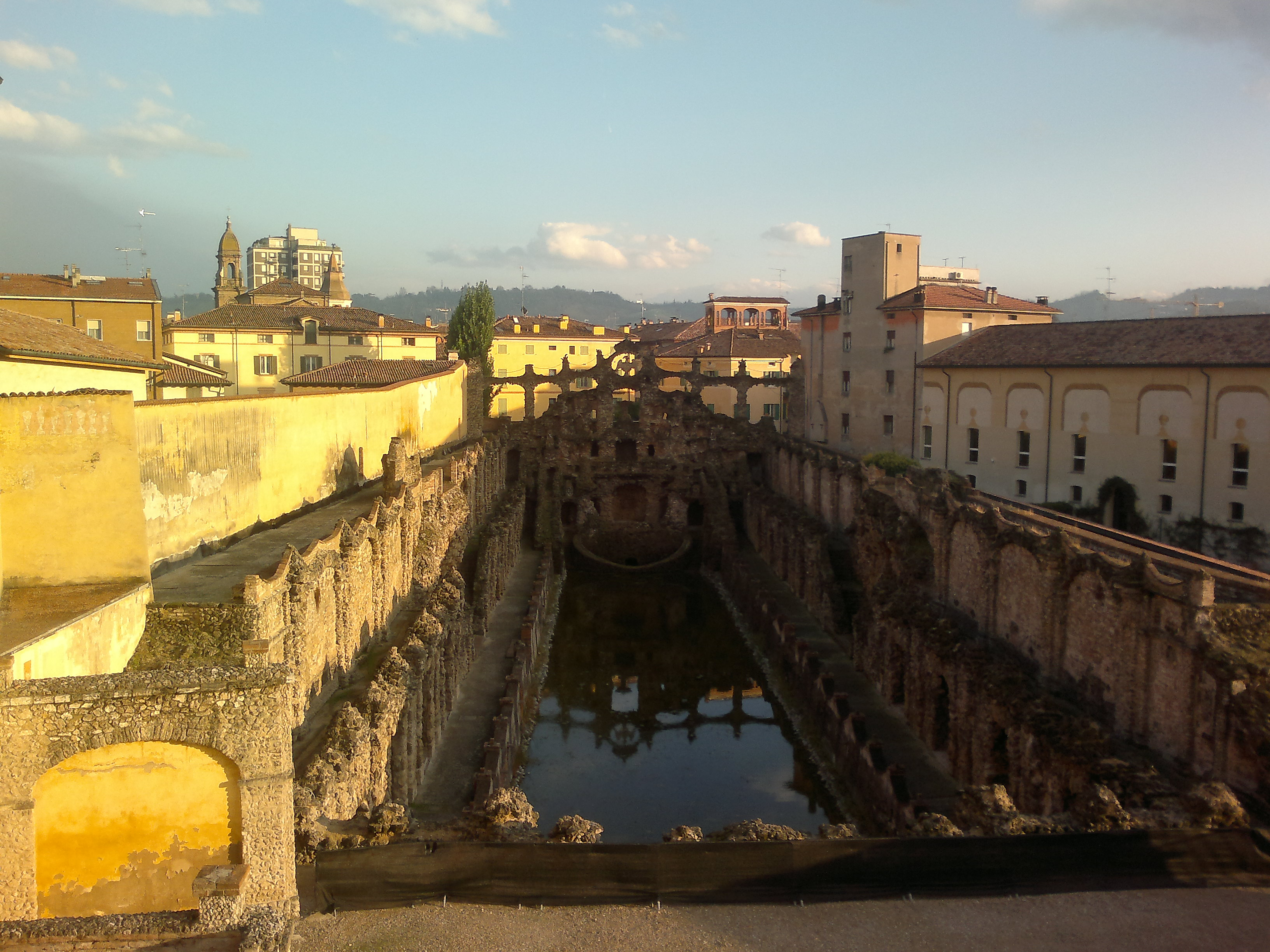
Fischerei (von der Aussichtsterrasse aus)

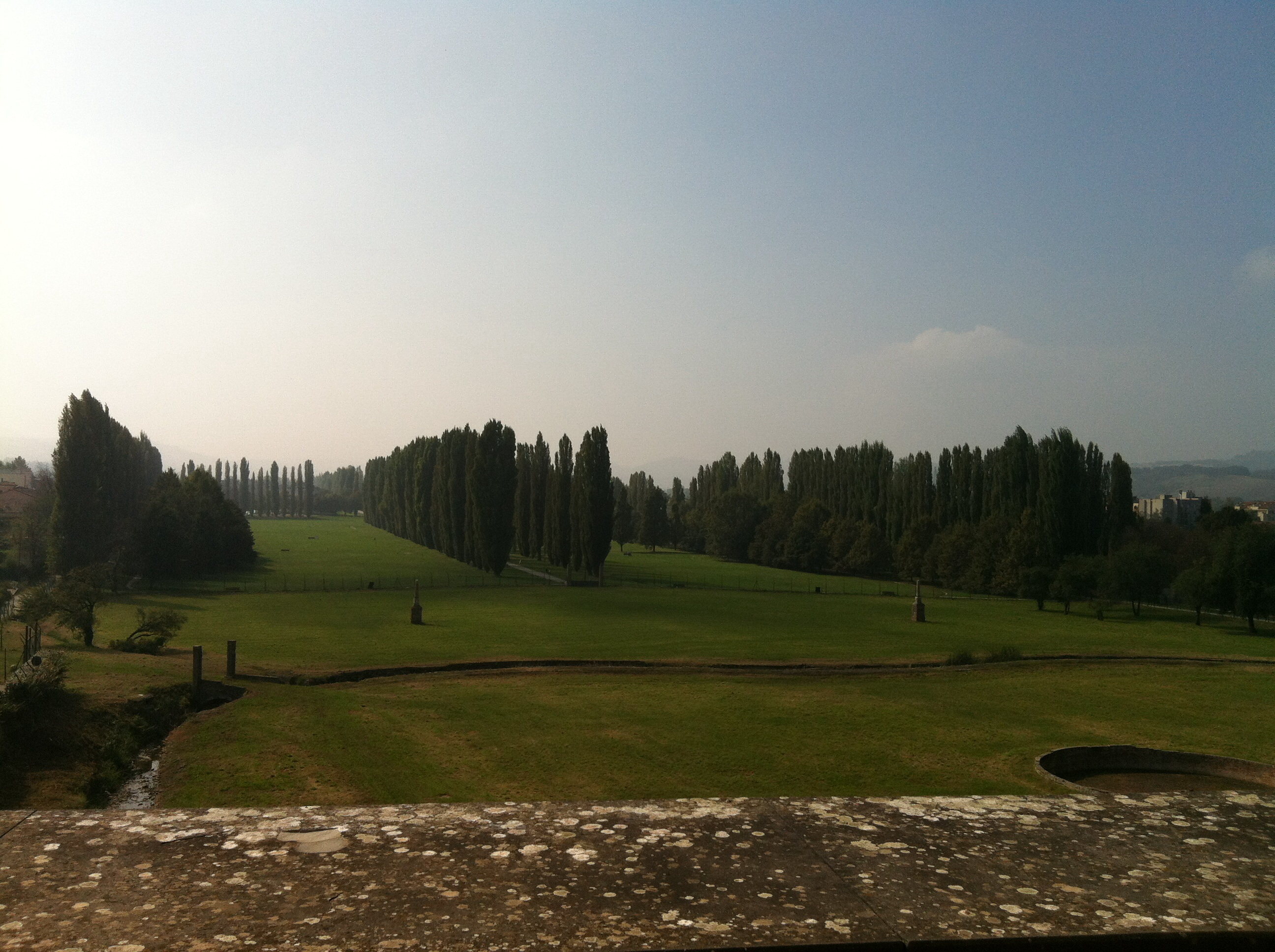
Park

Der Palazzo Ducale ist ein Barockpalast aus dem 17. Jahrhundert im historischen Zentrum von Sassuolo in der italienischen Region Emilia-Romagna. Er liegt am Piazzale della Rosa und bildet einen wesentlichen Teil der Gallerie Estensi di Modena, deren Unterabteilung dort untergebracht ist. 2016 wurden 22.394 Besucher registriert.

## Geschichte
Der herzogliche Palast hatte seinen Ursprung in einer Burg, die vorher an seiner Stelle stand, allgemein „Rocca“ genannt wurde und 1458 für Borso d’Este, Markgraf von Ferrara und lokalem Herrn, gebaut wurde.
Die Burg fiel später an Pio di Carpi, der sie 1609 an Cesare d’Este gab, der nach dem Verlust von Ferrara an Papst Clemens VIII. Modena als Hauptstadt des Herzogtums Modena und Reggio erwählte. Die Burg wurde später im Auftrag von Francesco I. d’Este, einem kultivierten und sehr ambitionierten Mann in einen Palast umgebaut. Dieser betätigte sich ungeachtet der geringen Ausdehnung seines Herzogtums in politisch europäischem Rahmen und wollte, dass sein Hof den großen Höfen Europas ebenbürtig sei.
Aus diesem Grunde wollte er die alte Burg, die sein Vorfahr Obizzo III. d’Este in Modena bauen ließ, in den großartigen Palazzo Ducale umbauen lassen, und zwar vom Architekten Bartolomeo Avanzini aus Rom, beraten von Gian Lorenzo Bernini, der ihn in dem erstaunlichen Marmorporträt darstellen sollte, das heute in der Galeria Estense in Modena zusammen mit dem Porträt in Öl desselben Herzogs von Diego Velázquez zu sehen ist. (Bernini war von Francesco I. gebeten worden, den Palast selbst zu entwerfen, lehnte aber ab, da er sich schon in den Diensten des Papstes befand.)
Francesco I., dem Modena auch die wunderbare Villa delle Pentetorri verdankte, die vom Hofarchitekten Gaspare Vigarini geschaffen wurde, für die Gäste des Herzogs gedacht war und bei einem Bombardement im Zweiten Weltkrieg vollkommen zerstört wurde, betraute ihn ebenfalls mit der Aufgabe, anstelle der alten Burg von Sassuolo einen großen Palast für die Sommerfrische des Hofes zu bauen. (Sassuolo liegt zu Füßen der ersten Apenninhügel und hat ein insgesamt besseres Klima als Modena, was die Luftfeuchtigkeit und die Herbstnebel angeht.)
Während der napoleonischen Besetzung floh der Herzog d’Este und der Palast wurde zuerst an den Grafen Carlo Amabile Demarzit Sahuguet d’Espagnac verkauft und dann mehrfach weiterverkauft. In den letzten Jahren des 19. Jahrhunderts wurde er sogar als Wurstfabrik genutzt und der große Park des Palastes wurde zu einem landwirtschaftlichen Anwesen. Im Auftrag des damaligen Erbprinzen Umberto II. kaufte der italienische Staat den Palast und ordnete ihn der Accademia Militare di Modena zu, die ihn teilweise und gelegentlich für Spezialkurse der Offiziersanwärter  und, soweit nötig, als Nebensitz nutzte.
Kürzlich wurde eine Restaurierung des Gebäudes unter der Leitung der Sovrintendenza patrimonio artistico di Modena durchgeführt, sodass nun verschiedene Räume und die großartige Galerie öffentlich zugänglich sind, und im Palast wurden einige Ausstellungen gezeigt. Derzeit plant man im Kultur- und Tourismusministerium mit der Sovrintendenza patrimonio artistico di Modena und der Gemeinde Sassuolo die neue Nutzung des Palastes, nachdem die Accademia Militare di Modena endgültig auf die Nutzung verzichtete.

## Beschreibung

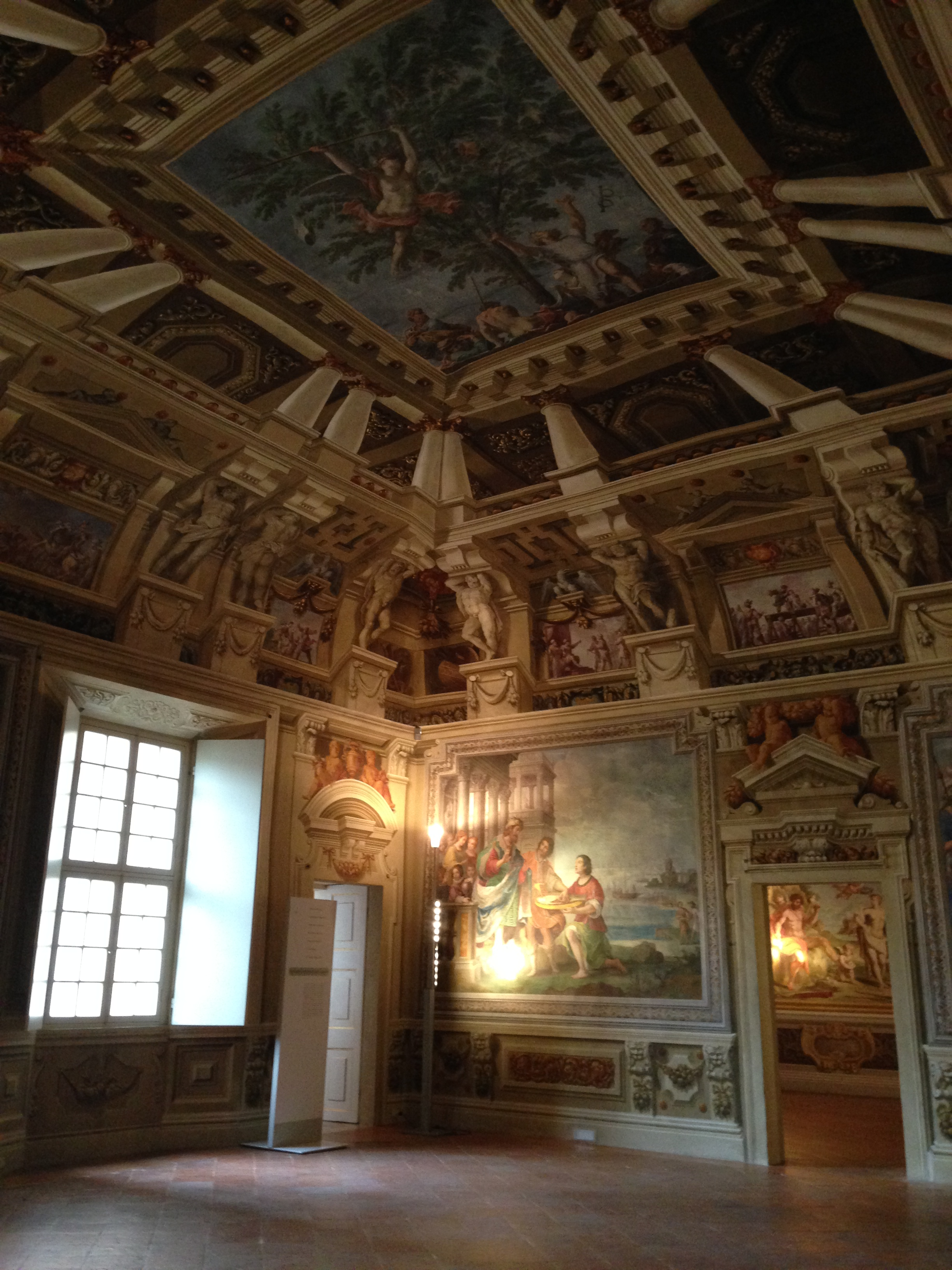
Camerino del Genio

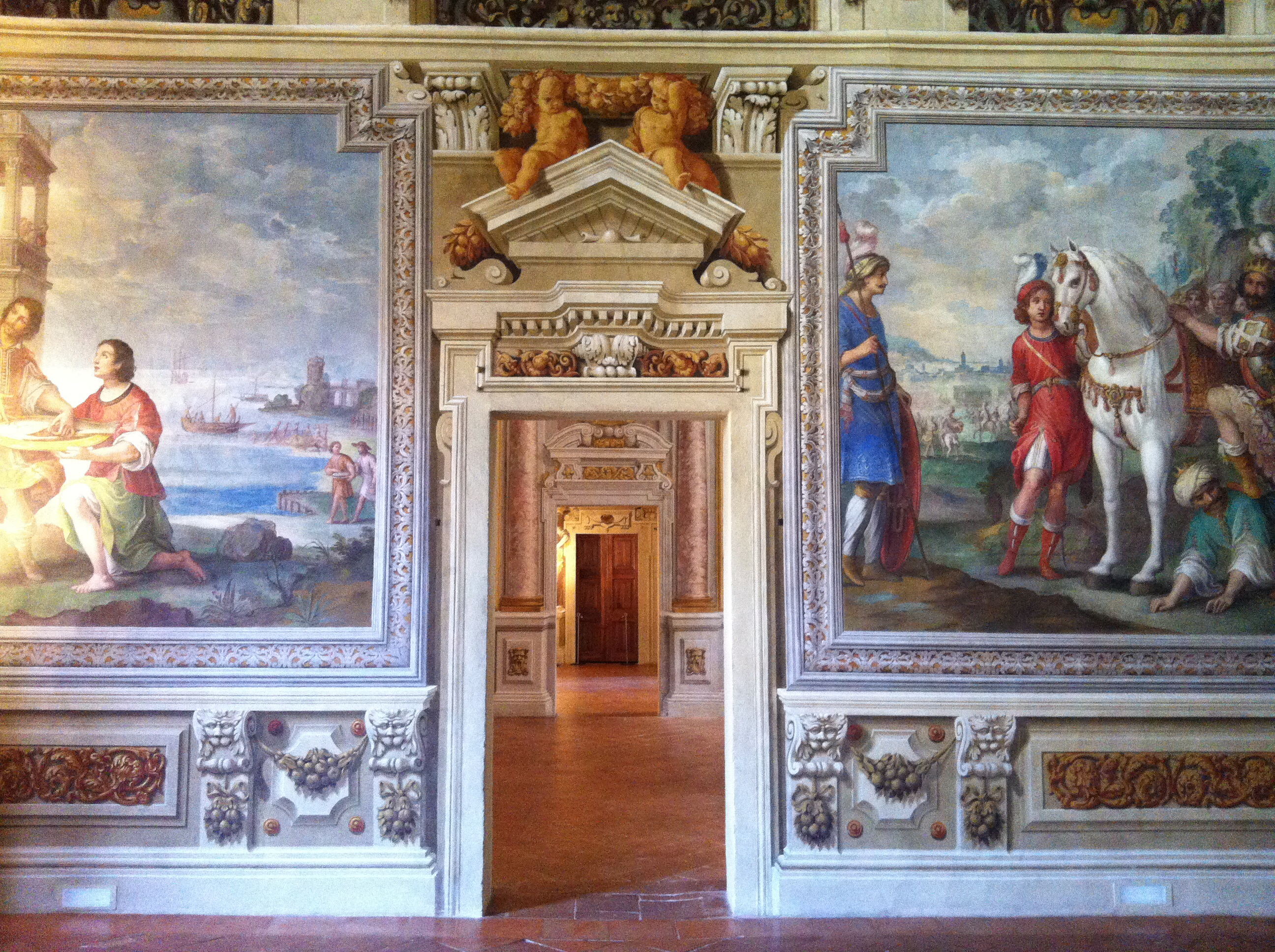
Hauptgeschoss

Unter Einbeziehung der alten Burg baute Avanzini einen monumentalen Palast, der hauptsächlich vom französischen Maler Jean Boulanger und darüber hinaus von anderen, italienischen Künstlern der damaligen Zeit, wie Giacomo Monti, Baldassare Bianchi, Pier Francesco Cittadini, Michelangelo Colonna und Guercino, dekoriert wurde.
Neben dem Portal der Hauptfassade sind zwei Statuen angebracht, die Galateia und Neptun darstellen und von Antonio Raggi aus Vico Morcote, genannt „Il Lombardo“, geschaffen wurden. Vor dem Eingang zum Innenhof befindet sich in einer großen Nische der Neptunbrunnen und entlang der Haupttreppe zum ersten Obergeschoss stehen weitere zwei Statuen, die die „Fröhlichkeit“ und die „Ewigkeit“ darstellen und von Maschio Lattanzio geschaffen wurden. Zwischen den beiden ist der „Raub der Proserpina“ dargestellt. Der Wandschmuck im Innenhof und im Treppenhaus und die Gemälde ist Agostino Metelli, Colonna, Monti und Bianchi zu verdanken.
Im ersten Obergeschoss liegt eine Galerie mit Werken von Monti und Bianchi für die gemalte Architektur und die Ornamente. Die Figuren sind von Boulanger, der mythologische Szenen mit Bacchus in grandioser Farben- und Formenfolge auf den Wänden und am Gewölbe malte. Von der Galerie, die breite Fenster an der Fassade zum Platz vor dem Palast hin hat, durch die sie belichtet ist, gelangt man zu den Wohnräumen des Herzogs und der Herzogin, die mit Fresken von Boulanger verziert sind, die mythologische und allegorische Szenen verschiedener Tugenden zeigen. Einen kleinen Teil dieser Werke schuf auch Boulangers Schüler Pietro Galluzzi aus Urbino.
Im sogenannten Sala dei Cavalli (dt.: Pferdesaal) gab es nach einer alten Beschreibung des Palastes auch sechs große Gemälde, die „Herzöge der d’Estes zu Pferde“ darstellten und von berühmten italienischen Malern geschaffen wurden. Zwei Gemälde fehlen; sie wurden zur Zeit der napoleonischen Besetzung nach Paris geschafft und später verkauft. An einer Wand ist „Francesco I a cavallo con lo sfondo della città di Modena“ (dt.: Francesco I. zu Pferde mit der Stadt Modena im Hintergrund) mit der fünfeckigen Zitadelle, die er zur Verteidigung der Stadt hatte bauen lassen, bildlich dargestellt. Es ist ein Werk des bekannten Malers Lodovico Lana. An derselben Wand befindet sich ein Gemälde von Dosso Dossi, das „Alfonso I. d’Este in Kriegsrüstung auf einem kastanienbraunen Pferd und in der Ferne eine Waffenschmiede“ darstellt, der sich dadurch auszeichnete, dass er die Truppen des Kirchenstaates in die Flucht schlug, die Ferrara überraschen und erobern wollten. Auch der große Saal ist vollständig mit Fresken von Colonna und Monti dekoriert und dem Ruhm der Hauses Este gewidmet.

## Der herzogliche Park
Der grandiose Park, der sich vom Palast bis zu den Hügeln erstreckte, war durch eine breite Treppe erschlossen und mit Statuen verziert, darunter auch eine von Bernardo Falcone aus Bissone, sowie mit Springbrunnen, die heute wiederhergestellt werden sollen. Er dient als öffentlicher Park für die Bürger von Sassuolo.